# Целинный район (Алтайский край)
Цели́нный райо́н — административно-территориальное образование (сельский район) и муниципальное образование (муниципальный район) в  Алтайском крае России.
Образован в 1924 году.
Административный центр — село Целинное, расположенное в 160 км к юго-востоку от Барнаула.

## География
Целинный район (в современных границах с 1963 года) расположен в восточной части края. Рельеф — волнистая равнина, определяется Бийско-Чумышской возвышенностью. Самой высокой точкой возвышенности является гора Кивда (в районе с. Овсянниково), высота которой 621 м. На востоке и юго востоке граничит с Ельцовским, Солтонским районами, на севере — с Тогульским и Кытмановским, на юго-западе с Бийским, Троицким и Зональным районами.
Климат района имеет ярко выраженные черты континентальности. Зима холодная и снежная, а лето — короткое и теплое. Средняя температура января −16,5 °C, июля +17,7 °C. Годовое количество атмосферных осадков — 506 мм. По территории района протекают Чумыш и 11 малых рек, имеется много озёр. Почвы — выщелоченные чернозёмы. Растительный мир представлен злаковым разнотравьем, берёзовыми, осиновыми и хвойными лесами, которые занимают более 24 тыс. га. Площадь сельхозугодий — 250 тыс. га. Животный мир представлен лосями, лисами, зайцами, сусликами, корсаками, хорьками.
Добываются песок, щебень, камень, глина. Разведаны запасы гранита, никеля, кобальта.
Площадь района — 2882 км². 

## История
Самым старым населённым пунктом на территории района является село Шалап, которое было основано в 1730 году. Наиболее интенсивно шло заселение долины реки Чумыш. Раньше других здесь возникла деревня Локтевская (1759). В 1760 году была основана деревня Степной Чумыш, а в южной части района, примыкающей к Бийску — Сухая Чемровка (1777), Марушка (1777) и Сверчково (1782)). Позже появились деревни Воеводское и Ложкино. Датой основания райоцентра — села Яминского (ныне — Целинное) является 1778 год.
Сам район был образован 27 мая 1924 года как Яминский район. В 1932 году упразднён. Восстановлен 15 января 1944 года из 6 сельсоветов Ельцовского района, 4 сельсоветов Тогульского района, 1 сельсовета Троицкого района и 1 сельсовета Марушинского района. В 1960 году переименован в Целинный район. Современные границы установлены в 1963 году.

## Население
| 1996    | 1997    | 1998    | 1999    | 2000    | 2001    | 2002    | 2003    | 2004    |
| ------- | ------- | ------- | ------- | ------- | ------- | ------- | ------- | ------- |
| 21 400  | ↘21 000 | ↘20 600 | →20 600 | ↘20 400 | →20 400 | ↘20 000 | ↘19 849 | ↘19 593 |
| 2005    | 2006    | 2007    | 2008    | 2009    | 2010    | 2011    | 2012    | 2013    |
| ↘19 359 | ↘19 205 | ↘19 054 | ↘18 808 | ↘18 674 | ↘16 403 | ↘16 361 | ↘16 171 | ↘16 057 |
| 2014    | 2015    | 2016    | 2017    | 2018    | 2019    | 2020    | 2021    |         |
| ↘15 846 | ↘15 674 | ↘15 482 | ↘15 297 | ↘15 158 | ↘14 925 | ↘14 619 | ↘13 416 |         |

### Национальный состав[17]
| национальность | мужчин | женщин | всего  | %    |
| -------------- | ------ | ------ | ------ | ---- |
| русские        | 8 828  | 9 688  | 18 516 | 93,1 |
| немцы          | 271    | 345    | 616    | 3,1  |
| украинцы       | 107    | 127    | 234    | 1,18 |
| азербайджанцы  | 109    | 84     | 193    | 0,97 |
| мордва         | 30     | 35     | 65     | 0,33 |
| белорусы       | 27     | 17     | 44     | 0,22 |
| армяне         | 24     | 16     | 40     | 0,2  |
| татары         | 20     | 20     | 40     | 0,2  |
| итого:         | 9 499  | 10 389 | 19 888 | 100  |

## Административно-муниципальное устройство
Целинный район с точки зрения административно-территориального устройства края включает 12 административно-территориальных образований — 12 сельсоветов.
Целинный муниципальный район в рамках муниципального устройства включает 12 муниципальных образований со статусом сельских поселений:
| №  | Сельское поселение         | Административный центр | Количество населённых пунктов | Население (чел.) | Площадь (км²) |
| -- | -------------------------- | ---------------------- | ----------------------------- | ---------------- | ------------- |
| 1  | Бочкарёвский сельсовет     | село Бочкари           | 3                             | ↘1844            | 294,45        |
| 2  | Воеводский сельсовет       | село Воеводское        | 1                             | ↘1415            | 118,41        |
| 3  | Дружбинский сельсовет      | село Дружба            | 2                             | ↗637             | 135,46        |
| 4  | Еландинский сельсовет      | село Еланда            | 1                             | ↘701             | 204,21        |
| 5  | Ложкинский сельсовет       | село Ложкино           | 1                             | ↘559             | 113,03        |
| 6  | Марушинский сельсовет      | село Марушка           | 2                             | ↗1070            | 297,18        |
| 7  | Овсянниковский сельсовет   | село Овсянниково       | 1                             | ↘546             | 361,81        |
| 8  | Степно-Чумышский сельсовет | село Победа            | 5                             | ↘1160            | 566,86        |
| 9  | Сухо-Чемровский сельсовет  | село Сухая Чемровка    | 2                             | ↘754             | 135,68        |
| 10 | Хомутинский сельсовет      | село Хомутино          | 1                             | ↘407             | 123,33        |
| 11 | Целинный сельсовет         | село Целинное          | 1                             | ↗4728            | 292,96        |
| 12 | Шалапский сельсовет        | село Шалап             | 2                             | ↘718             | 238,61        |

### Населённые пункты
В Целинном районе 22 населённых пункта:

| Целинное   | ↗4728 |
| Воеводское | ↘1415 |
| Бочкари    | ↗1379 |
| Марушка    | ↗1059 |
| Шалап      | ↘722  |
| Еланда     | ↘701  |
| Победа     | ↘646  |
| Дружба     | ↘617  |

| Сухая Чемровка | ↗595 |
| Верх-Марушка   | ↘582 |
| Ложкино        | ↘559 |
| Овсянниково    | ↘546 |
| Хомутино       | ↘407 |
| Поповичи       | ↘334 |
| Сверчково      | ↘265 |
| Верх-Яминское  | ↘177 |

| Степь-Чумыш  | ↗151 |
| Чесноково    | ↗143 |
| Локоть       | →123 |
| Верх-Шубинка | ↗77  |
| Шадрино      | ↘19  |
| Рупосово     | ↗5   |

В 2010 году Поповичевский и Степно-Чумышский сельсоветы были объединены в Степно-Чумышский сельсовет.
В 2011 году Бочкарёвский и Верх-Марушинский сельсоветы были объединены в Бочкарёвский сельсовет.

## Экономика
Основное направление экономики — сельское хозяйство: производство зерна, молока, на территории района находятся предприятия по переработке сельхозпродукции. Из 15 зарегистрированных — 4 классифицируются как крупные и средние, а 11 — малые предприятия. В общем объёме производства пищевая промышленность составляет — 97 %. Среднемесячная зарплата в промышленности — 4169 рублей, а в сельском хозяйстве — 3113 рубля.
В числе этого, в районе довольно успешно работают «Бочкаревский пивоваренный завод», 6 мельниц, маслосырзавод, 7 хлебопекарен, 113 магазинов.

## Транспорт
По территории района проходит автомобильная трасса «Бийск — Новокузнецк».

## Известные уроженцы
- Баклаков, Василий Ильич (1902—1982) — советский военачальник, генерал-майор, Герой Советского Союза.
- Кузнецов Иван Алексеевич (1921—1946) — участник Великой Отечественной войны, полный кавалер ордена Славы, родился, жил и умер в селе Поповичи, Степно-Чумышский сельсовет.